# Jamie Lynn Gray
Pour les articles homonymes, voir Gray.
Jamie Lynn Gray (née Beyerle) est une tireuse sportive américaine née le 26 mai 1984 à Lebanon (Pennsylvanie).

## Carrière
Jamie Lee Gray remporte la médaille d'or de l'épreuve de carabine à 50 mètres 3 positions dames aux Jeux olympiques d'été de 2012 à Londres.